# Ramon Biadiu i Cuadrench
Ramon Biadiu i Cuadrench (Súria, Bages, 1907 — Barcelona, 1984) fou un documentalista i pioner del cinema català.

## Trajectòria
Biadiu fou un dels primers muntadors del cinema sonor i, també, iniciador de l'escola de documentalistes de l'època republicana. Més endavant, arribà a cap dels Estudis de doblatge MGM. Durant la Guerra Civil Espanyola treballà com a reporter per al Departament de Cinema de la Generalitat de Catalunya, i va participar activament, l'any 1936, en la creació de Laya Films, dirigida per Joan Castanyer, sota el patronatge del Comissariat de Propaganda, encapçalat per Jaume Miravitlles. L'activitat més important de Laya Films va ser la creació d'un noticiari setmanal en doble versió, catalana i castellana, en què es recollien els fets més rellevants de la vida política i cultural de la zona republicana. Biadiu va dirigir diversos documentals culturals.
Finalitzada la guerra, Biadiu va realitzar diversos curts, entre els quals destaca Taüll, primera cinta en color sobre l'art romànic català elaborada el 1949 sota els auspicis de la UNESCO. Ramon Biadiu va ser premiat per la Generalitat el 1982, en reconeixement de la seva destacada tasca especialitzada en el cinema.
En 1978 publica Petita història del cinema de la Generalitat (1932-1939), una obra que ha estat considerada de referència de la historiografia cinematogràfica catalana i que recull i comenta cadascuna de les setanta-quatre pel·lícules en les quals participà, amb diverses funcions, Ramon Biadiu, ja fora com a muntador, director o director de fotografia.

## Premis i reconeixements
En 1982 va rebre la Medalla al treball President Macià i el Premi de Cinematografia de la Generalitat, en reconeixement de la seva tasca en el món del cinema en català.

## Realitzacions
Entre les seves realitzacions es trobenː
- D'Excursió per l'Alt Berguedà (1932)
- El Port. Impressió matinal (1932)
- Noticiari català, núm. 1 (1932)
- Un dia per a la història (1932)
- La ruta de Don Quijote (1934), re-muntat i sonoritzat posteriorment en una nova versió sota el títol En un lugar de la Mancha (1952),[4] una il·lustració de les aventures del Quixot.[2]
- Un río bien aprovechado (1934), sobre la riquesa industrial de la conca del Llobregat.[2]
- València (1935)
- Arrozales / Delta del Ebre (1937)
- Alfareros / Ollaires de Breda (1937)
- El vino / El vi / El Priorat (1937)
- Els tapers de la costa (1937)
- Catalunya màrtir (1938)
- Conquista de Teruel / Conquesta de Terol (1938) (codir. Manuel Berenguer)
- Transformació de la indústria al servei de la guerra (1938)
- Vall d'Aran (1938)
- El Valle de Tena (1947)
- El Padre Vitoria S.J. (1952)
- Camino de Miés (1952)
- Vittoria en fiestas (1952)
- III Congreso de Enfermedades del Torax (1952)
- Taull. La pintura románica catalana / Taull. La pintura romànica catalana (1953), auspiciat per la UNESCO.[4]
- La guardia de la ciudad (1953)
- Festa de Sant Eloi (1953)
- La cuna del gran vino (1953)
- Hombres del 88 (1954)
- Jornada memorable (1954)
- Dia del Llibre (1964)

## Publicacions
- Caparrós Lera, José María; Biadiu Cuadrench, Ramón; Porter Moix, Miquel. Petita història del cinema de la Generalitat (1932-1939).  Mataró, Barcelona: Robrenyo, 1978. ISBN 84-7466-014-9.